# 邦雅爾丁 (馬拉尼昂州)
3°32′35″S 45°36′33″W / 3.54306°S 45.60917°W
邦雅爾丁（葡萄牙語：Bom Jardim），是巴西的城鎮，位於該國東北部，由馬拉尼昂州負責管轄，始建於1967年3月14日，面積6,590平方公里，海拔高度40米，2010年人口39,049，人口密度每平方公里5.93人。